# Grorother Mühle

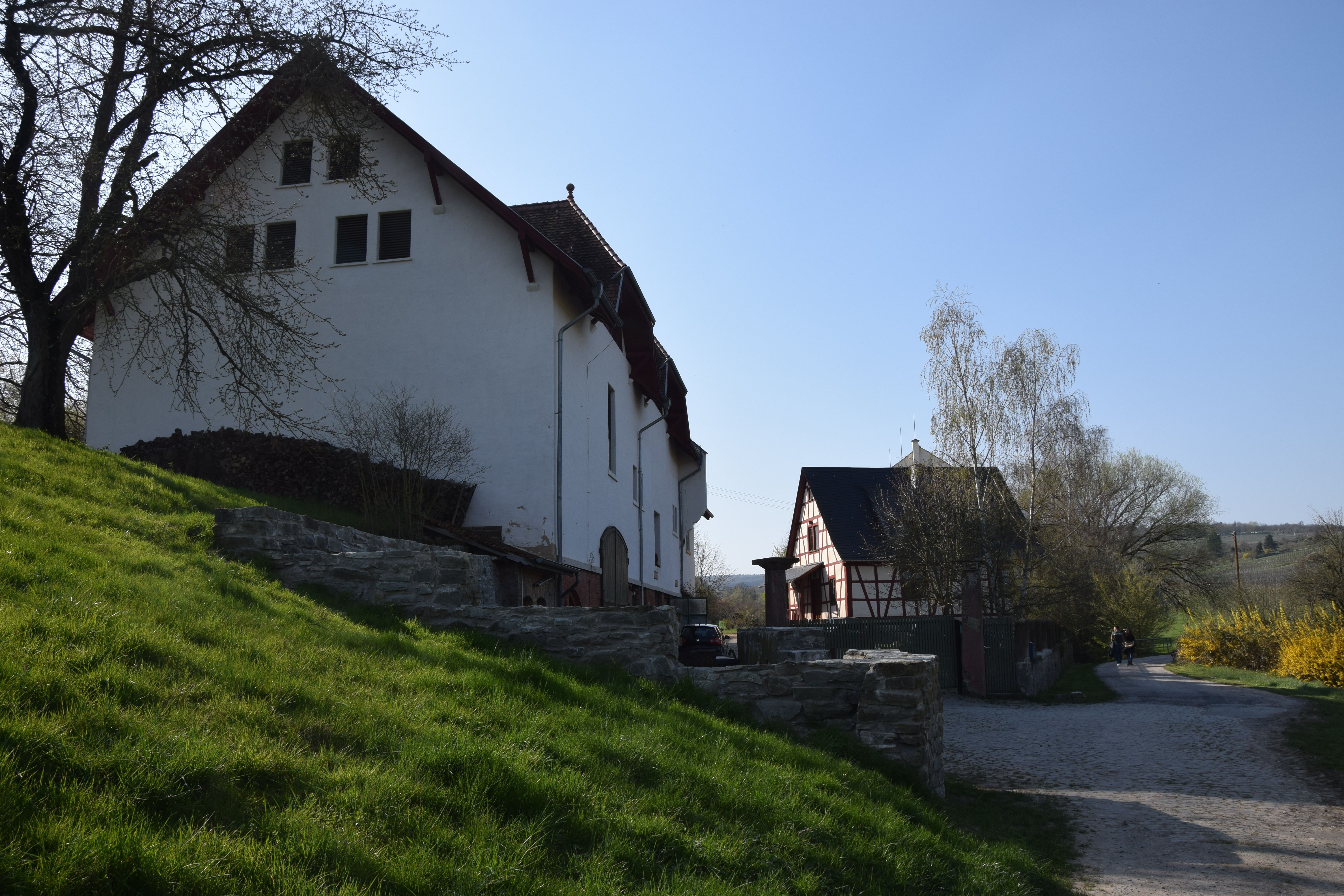
Hof von Südosten

Die Grorother Mühle (früher: Groroder Mühle) ist eine ehemalige Mühle in Wiesbaden-Schierstein.

## Lage

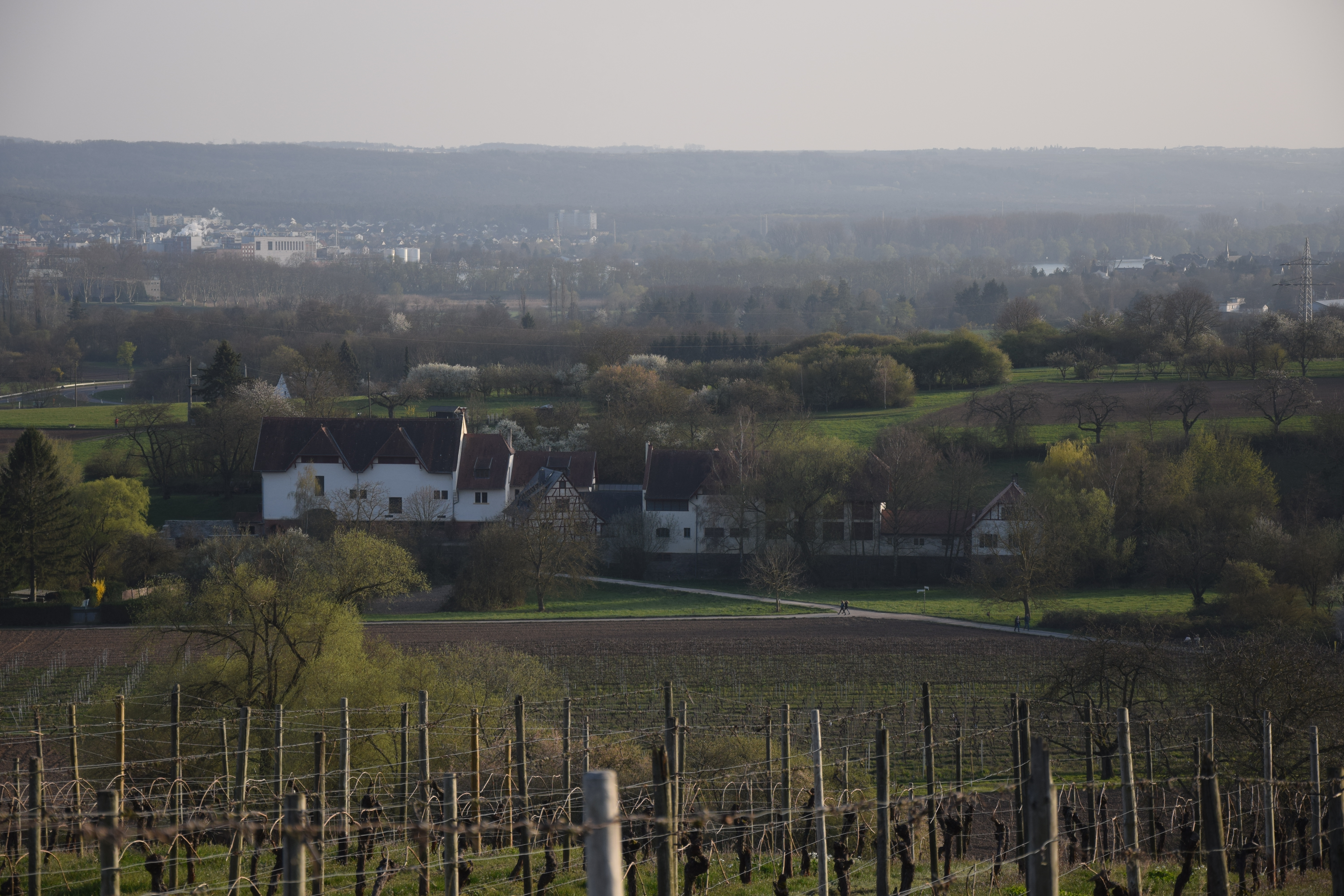
Grorother Mühle, im Hintergrund der Rhein und Rheinhessen

Die Mühle liegt auf 114 m Höhe im Rheingau im Vorland des Taunus in einer kleinteiligen Kulturlandschaft mit Weinbau, Obstbau, Ackerbau und Grünland. Das Gebäude steht am Grorother Bach zwischen Schierstein und dem Nachbarort Frauenstein, etwa 1 km südöstlich des Grorother Hofs. Rund 50 m unterhalb der Mühle vereinigen sich Leierbach und Grorother Bach zum Lindenbach.

## Gebäude
Die Mühle, die als ältester Gebäudeteil noch heute erhalten ist, wurde 1699 durch den kaiserlichen Rittmeister Anton Sohlern erbaut, der das Adelsgeschlecht der Sohlern begründete und im Grorother Hof lebte. Anfang der 2000er Jahre verkaufte die Stadt Wiesbaden die verfallenen Gebäude mit 7600 m² Gelände. Anschließend wurden sie renoviert. Das Gehöft steht unter Denkmalschutz.

## Landschaftspark

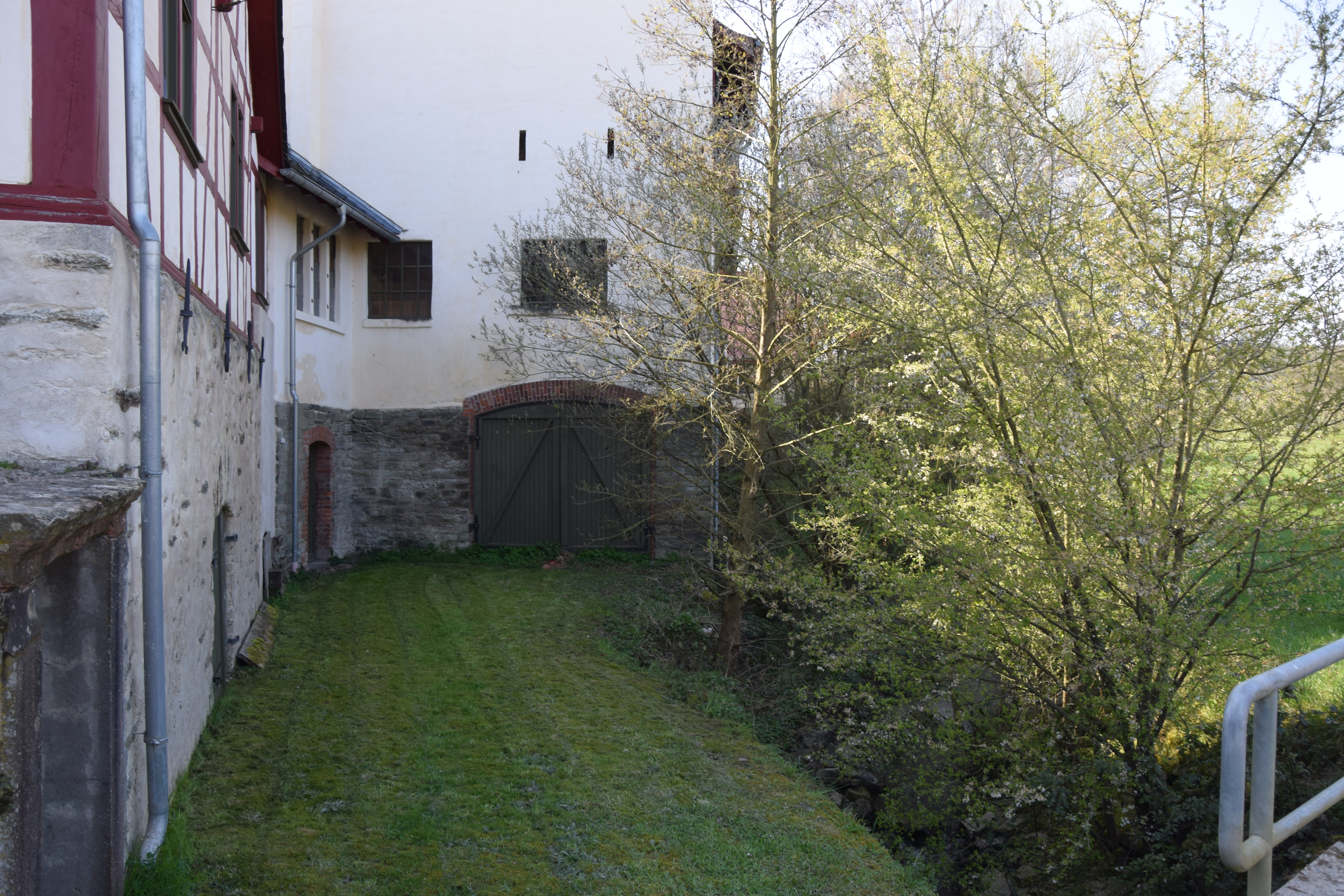
Mühlengebäude mit Bach

Westlich der Mühle wurde zunächst der Landschaftsteil „Leusert“ als Schutzgebiet ausgewiesen. Dort stehen elf Speierlinge, die um das Jahr 1820 gepflanzt wurden und zu den ältesten und größten in Mitteleuropa zählen. Sie sind als Naturdenkmal ausgewiesen und sind laut der Stadt Wiesbaden die „wohl mächtigsten Obstbäume im Taunus“. Später wurde der Landschaftspark Grorother Mühle ausgewiesen. Dieser enthält Dauergrünland in Auenbereichen, eine vernässte Fläche als Krautflur, mehrere Streuobstwiesen, sowie Gehölze. Der Bereich der Grorother Mühle liegt im Landschaftsschutzgebiet Stadt Wiesbaden und teilweise in einem Wasserschutzgebiet Zone II. Die städtischen Flächen werden vom Umweltamt der Stadt Wiesbaden betreut.
Die Mühlenbewohner halten auf den Weiden rund um die Mühle Pustertaler Schecken, eine vom Aussterben bedrohte Haustierrasse.